# Énna Derg
Énna Derg, fils de Dui Finn, est selon les légendes médiévales et la tradition pseudo historique irlandaise un Ard ri Erenn.

## Règne
Énna ou Eadhna prend le pouvoir après avoir tué son prédécesseur, Muiredach Bolgrach qui était aussi le meurtrier de son père. Il est surnommé « Derg », i.e: « rouge » à cause de la rougeur de son visage. Il est réputé avoir émis pendant son règne en Irlande les premières pièces de monnaie. Il règne douze ans avant de mourir avec la plus grande partie de son armée de la peste à Sliab Mis. Il a comme successeur son fils Lugaid Íardonn.
Le Lebor Gabála Érenn synchronise son règne avec celui d'Artaxerxès Ier  en Perse (465-424 av. J.-C. ). La chronologie de Geoffrey Keating Foras Feasa ar Éirinn lui attribue comme dates 670-658 av. J.-C., et les Annales des quatre maîtres  893-881 av. J.-C..

## Source
- (en) Cet article est partiellement ou en totalité issu de l’article de Wikipédia en anglais intitulé « Énna Derg » (voir la liste des auteurs), édition du 9 avril 2012.